# Skřipcový tkací stroj

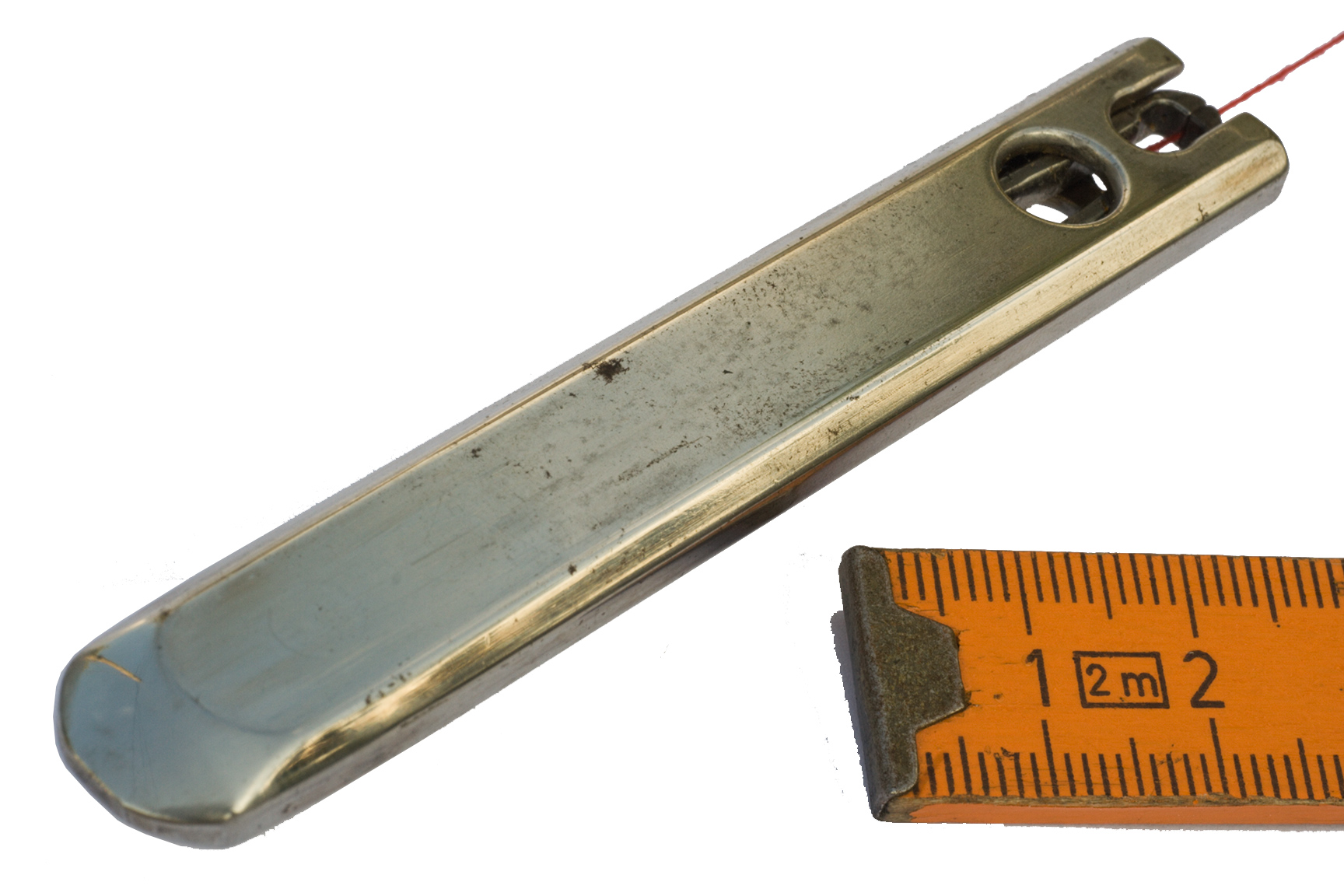
Skřipec s útkovou nití

Skřipcový tkací stroj (angl.: projectile loom, něm.: Projektilwebmaschine) je zařízení se systémem zanášení útku s pomocí skřipce tj. ocelového člunečku (viz snímek). 

## Princip tkaní na skřipcovém stroji

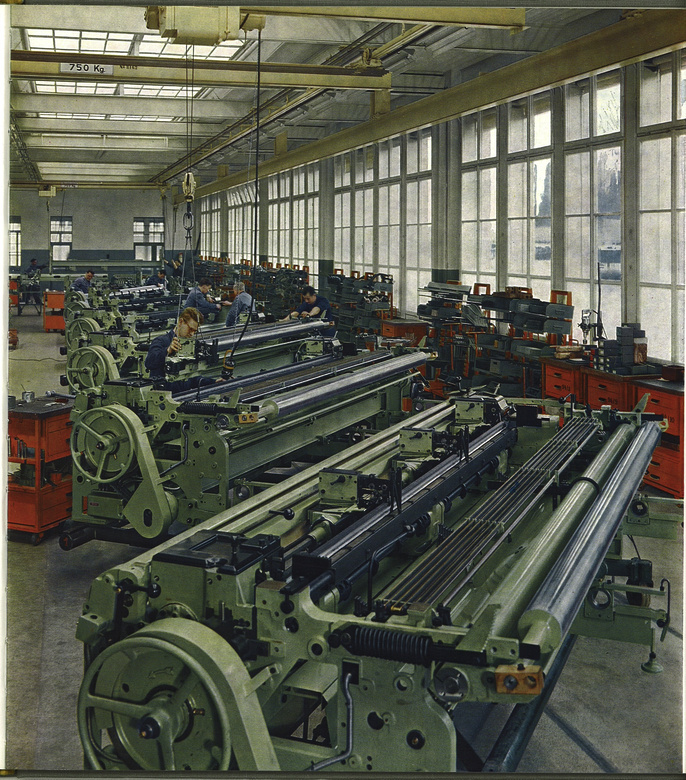
Montážní hala u výrobce skřipcových strojů v roce 1959

V dutině skřipce je vsazena kleština, kterou se před vstupem do prošlupu zachytí útková nit.
Skřipec (hmotnost cca 20–40 g) dostává pak od torzní tyče přes pákový mechanizmus zrychlení na cca 25 m/sec.  Během průchodu mezi osnovními nitěmi je veden kanálem z lamel, které se po dobu prohozu do osnovy zasunou. Útková nit se po zanesení do osnovy na obou stranách odstřihne a konce se zahýbají s pomocí zvláštního zařízení do tkaniny. Skřipec je po prohozu útku přiveden dopravním pásem (pod bidlenem) zpět k výchozímu postavení. Protože vracení skřipce do výchozí polohy je mnohem pomalejší než prohoz, musí být při tkaní v oběhu 15–20 člunečků. 

## Výkon a použití skřipcových strojů
Standardní stroje se vyrábějí v šířkách do 655 cm s maximálně 18 listy prošlupního ústrojí, s výkonem zatkaného útku (v roce 2015) do 1570 m/min.  Stroje pro zvláštní použití mají pracovní šířku až 10 metrů při výkonu 1300 m/min.

Na strojích se dají zpracovávat všechny druhy přízí včetně kovových. Ekonomicky výhodná je zejména výroba nadměrně širokých tkanin (opony, závěsy), technických textilií (geotextilie) a tkaní velkých partií ve 2–3 standardních šířkách na jednom stroji (např. jeansy). 

## Z historie skřipcových strojů
Nejstarší známý patent podal Němec Pastor v roce 1911.  Vývoj skřipcových strojů byl potom dlouhou dobu silně ovlivněn švýcarskou firmou Sulzer. Ve 30. letech 20. století bylo u Sulzera zhotoveno několik prototypů podle vynálezu Němce Rossmanna (1923) a v roce 1953 tam začala sériová výroba. Do začátku 21. století bylo ve světě instalováno asi 150 000 těchto strojů. 

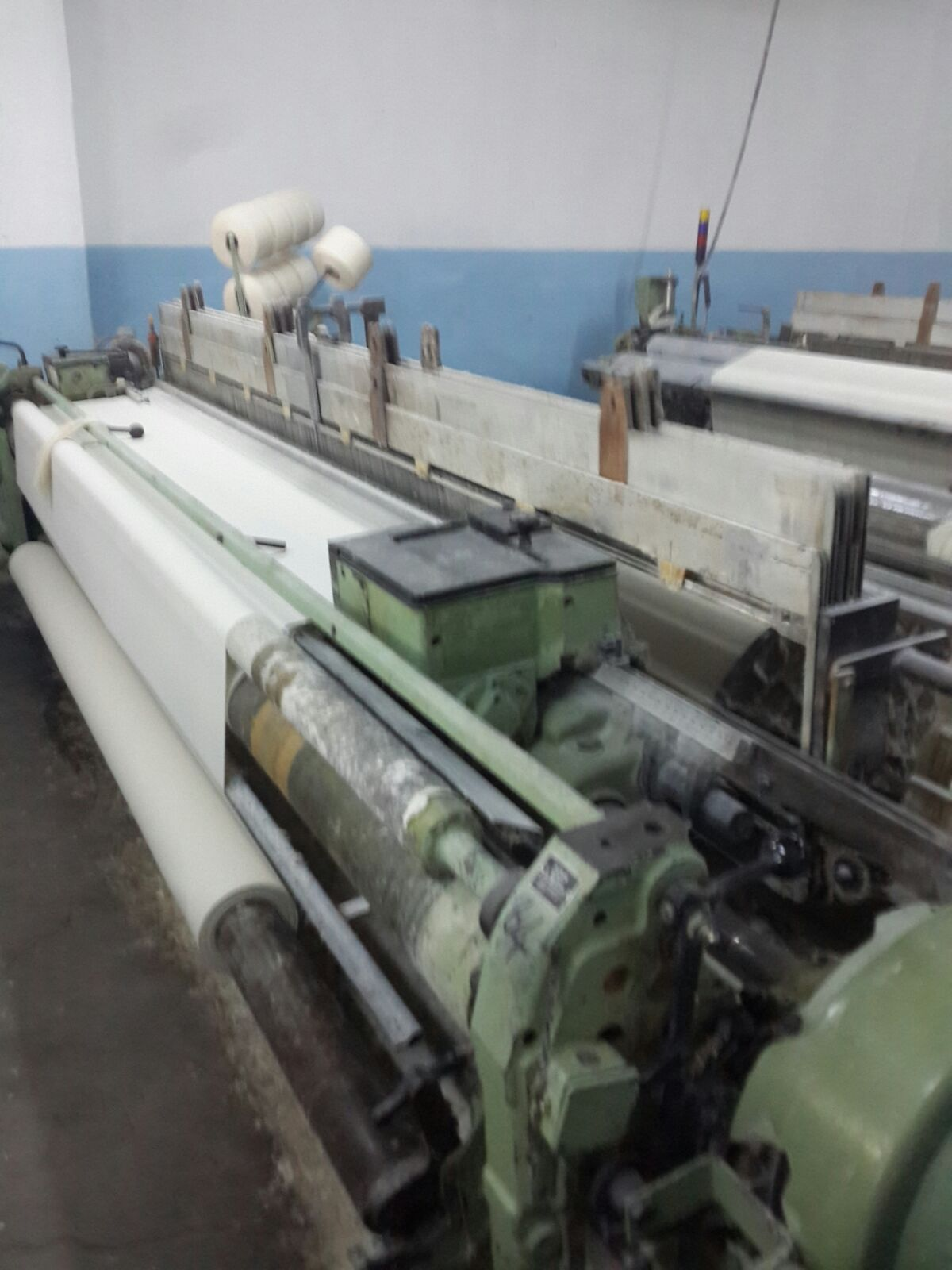
Sulzer z 2. poloviny 20. století

Označení sulzer se stalo mezi odborníky synonymem pro skřipcový tkací stroj.  Vedle Sulzera existovalo v minulosti jen několik menších výrobců (např. v bývalém Sovětském svazu).   V Československu byly v sedmdesátých letech minulého století vyráběny v Elitexu Červený Kostelec stroje s oboustranným prohozem pod názvem Novostav a Nopas. 
V roce 2012 převzala od Sulzera kompletní výrobu a prodej skřipcových strojů italská firma Itema. 
Informace o počtu celosvětově vyráběných skřipcových strojů se dají jen hrubě odhadovat ze společné statistiky jehlových a skřipcových strojů. V roce 2013 to bylo 23 000, v roce 2019 asi 25 000.